# Culicoides denisoni
Culicoides denisoni är en tvåvingeart som beskrevs av Boorman 1988. Culicoides denisoni ingår i släktet Culicoides och familjen svidknott.
Artens utbredningsområde är Grekland. Inga underarter finns listade i Catalogue of Life.